# مايكل دينيس مورغان
مايكل دينيس مورغان (بالإنجليزية: Michael Morgan)‏ (و. 1946  م) هو مدرس، ومدرب رياضي، ومجدف، ومدرب تجديف أسترالي، ولد في سيدني، شارك في التجديف في الألعاب الأولمبية الصيفية 1968 – رجال ثمانية ‏، والتجديف في الألعاب الأولمبية الصيفية 1972 – رجال ثمانية ‏.

## التعليم
تعلم في كلية نيوينغتون (1957–1965)
.

## جوائز
حصل على جوائز منها:

ميدالية نيشان أستراليا

## روابط خارجية
- مايكل دينيس مورغان على موقع الاتحاد الدولي للتجديف (الإنجليزية)
- مايكل دينيس مورغان على موقع اللجنة الأولمبية الدولية (الإنجليزية)
- مايكل دينيس مورغان على موقع أوليمبيديا (الإنجليزية)
- مايكل دينيس مورغان على موقع اللجنة الأولمبية الأسترالية (الإنجليزية)